# Atilio Alterini
Atilio Aníbal Alterini (Buenos Aires, 6 de enero de 1937-Buenos Aires, 23 de octubre de 2012), fue un abogado argentino. En la Facultad de Derecho de la Universidad de Buenos Aires obtuvo los títulos de Abogado (año 1960) y de Doctor en Derecho y Ciencias Sociales (año 1969). En ella comenzó su carrera como Ayudante alumno en 1959, y fue Profesor Titular de las Cátedras de Derecho Privado, de Obligaciones Civiles y Comerciales y de Contratos Civiles y Comerciales.

## Actividad profesional
Entre los años 2002 y 2010 fue Decano de la Facultad de Derecho de la Universidad de Buenos Aires. Integró su Consejo Directivo en los períodos 1994/1998, 1998/2002 y también fue elegido para el período 2010/2014. En el año 2004 la Universidad de Buenos Aires lo designó Profesor Emérito.
Fue Profesor Titular en las Universidades Católica Argentina, de la  Universidad del Salvador, Notarial Argentina y de Belgrano, que lo designó Profesor Plenario.
Doctor honoris causa por las Universidades Nacionales de Rosario, de Tucumán y del Sur, de la República (Montevideo, Uruguay) y San Martín de Porres (Lima, Perú). Fue acusado de dictaminar en favor de la cesantía de una maestra detenida-desaparecida  durante su desempeño como director general de Asuntos Jurídicos de la intervención militar en la Municipalidad de Buenos Aires, en 1982.
Designado por el interventor militar porteño, Osvaldo Cacciatore, Alterini ejerció un cargo en la Dirección de Asuntos Jurídicos de la Municipalidad de la Ciudad de Buenos Aires, que se ocupaba del Servicio Jurídico. 
Otras de sus carreras políticas la desempeñó en el Colegio Público de Abogados de Capital Federal, que condujo entre 2000 y 2002. 
Presidió el Consejo Directivo del Colegio Público de Abogados de la Capital Federal (años 2000-2002).
Dirige el Centro de Estudios de Derecho Civil de la Facultad de Derecho de la Universidad de Buenos Aires, así como los Institutos de Derecho Civil de la Universidad Notarial Argentina y del Colegio Público de Abogados de la Capital Federal.
Fue Miembro de la Academia Peruana de Derecho, de la Academia de Jusprivatistas Europeos, del European Group on Tort Law y de la World Jurist Association; [cita requerida]Miembro honorario de la Academia de Ciencias Jurídicas de Bolivia; Miembro Académico Correspondiente de la Academia Venezolana de Ciencias Políticas y Sociales y miembro de número de la Academia Interamericana de Derecho Internacional y Comparado.
Fue Presidente del Instituto Argentino de Estudios Legislativos de la Federación Argentina de Colegios de Abogados (años 1998/2000); Miembro de la Comisión Redactora Honoraria del Proyecto de Código Único Civil y Comercial de 1987; Miembro de la Comisión Redactora Honoraria del Proyecto de Código Civil unificado con el Código de Comercio de 1998. En junio de 1999 se le entregó la Medalla del Congreso de la República de Perú por su participación en ese Proyecto.
Recibió entre otros homenajes, XVI Jornadas Nacionales de Derecho Civil en Homenaje al profesor doctor Atilio Aníbal Alterini (año 1997); Jornada en reconocimiento al profesor doctor Atilio A. Alterini con motivo de sus 50 años como docente universitario (Facultad de Derecho de la Universidad de Buenos Aires, año 2009); Diálogos Jurídicos entre 60 Profesores en Obsequio a Atilio Alterini (Facultad de Derecho de la Universidad de Buenos Aires, año 2010). LIBROS: Responsabilidad por daños en el tercer milenio.[cita requerida]  Homenaje al profesor doctor Atilio Aníbal Alterini (vol. de 1110 págs. con 136 trabajos de profesores de Argentina, Brasil, Chile, Colombia, España, Francia, Italia, Paraguay, Perú y Uruguay, Buenos Aires, 1997); Perspectiva de la responsabilidad civil contemporánea. Homenaje al Profesor Atilio Aníbal Alterini (vol. de 422 págs. con 54 trabajos de profesores de Argentina, Brasil, Chile, Colombia, España, Francia, Gran Bretaña, Italia, Perú, Portugal y Uruguay, Buenos Aires, 2009); Atilio Aníbal Alterini. Testimonio de una vocación (vol. de 237 págs. con 20 trabajos de profesores de Argentina, Brasil, Francia, Italia, Perú y Uruguay, Buenos Aires, 2009).[cita requerida]
Fue Miembro argentino del Tribunal Arbitral del MERCOSUR, del Tribunal Arbitral Internacional de Salto Grande y del CIADI (Centro Internacional de Arreglo de Diferencias Relativas a Inversiones) así como Miembro del Consejo Consultivo Internacional del Comité Venezolano de Arbitraje.
Publicó 250 monografías jurídicas en Revistas especializadas del país y del extranjero, obras colectivas, obras de homenaje, etcétera.[cita requerida]
Fue Director de la Revista de Responsabilidad Civil y Seguros que fundó en el año 1999 (ed. La Ley).
Dictó unos 700 cursos y conferencias, incluyendo la participación en mesas redondas, en Universidades, Instituciones y Colegios profesionales de Argentina, Alemania, Austria, Brasil, Chile, Colombia, Costa Rica, Cuba, España, Francia, Honduras, Italia, Paraguay, Perú, Uruguay y Venezuela generalmente como Invitado especial y muchas veces como Presidente, Presidente de Comisiones o Relator, en Argentina, América y Europa.
A principios de 2006 hubo de ser elegido Rector de la Universidad de Buenos Aires, contaba con unos 130 votos de los 236 del consejo directivo universitario, pero no pudo superar el rechazo de sectores estudiantiles y de varios organismos de derechos humanos que denunciaron su trayectoria como funcionario porteño durante la última dictadura, entre 1981 y 1983, lo que marcó el retiro de su postulación. Las denuncias de la FUBA acerca de la participación de Alterini en la Dictadura del '76, se frustraron seis Asambleas, tras lo cual Alterini retiró su candidatura. Seis meses después fue elegido como Rector el Decano de la Facultad de Veterinaria, doctor Rubén Hallú, en una Asamblea que se realizó en el Congreso Nacional con la protección de un gran operativo policial.
En la Universidad de Buenos Aires obtuvo los Premios Profesor Eduardo Prayones (año 1969) y Facultad (año 1999). También recibió el Premio Konex (Especialidad: Humanidades, año 1996) y el Premio Konex de Platino (Disciplina: Derecho Civil, año 2006). [cita requerida]En el año 2007 se le otorgaron el Premio Justicia (Universidad de Ciencias Empresariales y Sociales), el Premio a la Vocación Académica (Fundación El Libro) y el Premio Justicia y Derechos Humanos (Museo del Holocausto-Shoá y Asociación de Magistrados y Funcionarios del Poder Judicial de la Ciudad Autónoma de Buenos Aires). En el año 2008 se le confirió la Distinción Reforma Universitaria de 1918 de la Universidad Nacional de Tucumán.[cita requerida]

## Obra
Publicó treinta libros y opúsculos: "Responsabilidad civil", "Curso de Obligaciones", "Derecho de Obligaciones", "Derecho Privado", "Código Civil Anotado-Contratos" (2 tomos), “Contratos. Teoría general”, "Contornos actuales de la responsabilidad civil", "Cuestiones modernas de responsabilidad civil", "Derecho de daños", "La autonomía de la voluntad en el contrato moderno", "Lesión al crédito y responsabilidad del Estado", "Desindexación: el retorno al nominalismo", "Desindexación de las deudas", "Cómo redactar un contrato", "La inseguridad jurídica", "La limitación cuantitativa de la responsabilidad civil", “Estudios de Derecho Civil”, “Treinta Estudios de Derecho Privado”, “La Universidad Pública en un Proyecto de Nación”, “Código Civil sistematizado”, etcétera. Tiene en elaboración la obra “Códigos Civil y de Comercio comentados” en codirección con Héctor Alegría, de 14 volúmenes.